# Бургдорф (Волфенбител)
Бургдорф (њем. Burgdorf) град је у њемачкој савезној држави Доња Саксонија. Једно је од 37 општинских средишта округа Волфенбител. Према процјени из 2010. у граду је живјело 2.369 становника. Посједује регионалну шифру (AGS) 3158004.

## Географски и демографски подаци
Бургдорф се налази у савезној држави Доња Саксонија у округу Волфенбител. Град се налази на надморској висини од 106 метара. Површина општине износи 24,1 km². У самом граду је, према процјени из 2010. године, живјело 2.369 становника. Просјечна густина становништва износи 98 становника/km².